# Вали-ду-Асу (микрорегион)
Вали-ду-Асу (порт. Microrregião do Vale do Açu) — микрорегион в Бразилии, входит в штат Риу-Гранди-ду-Норти. Составная часть мезорегиона Запад штата Риу-Гранди-ду-Норти. 
Население составляет 	140 534	 человека (на 2010 год). Площадь — 	4756,111	 км². Плотность населения — 	29,55	 чел./км².

## Демография
Согласно сведениям, собранным в ходе переписи 2010 г. Национальным институтом географии и статистики (IBGE), население микрорегиона составляет:						
| Полное население                             | Полное население                             | Полное население                             | Полное население                             | 140 534 |
| -------------------------------------------- | -------------------------------------------- | -------------------------------------------- | -------------------------------------------- | ------- |
| в том числе:                                 | Городское население                          | 93 779                                       | Процент городского населения, %              | 66,73   |
|                                              | Сельское население                           | 46 755                                       | Процент сельского населения, %               | 33,27   |
|                                              | Мужское население                            | 70 169                                       | Процент мужского населения, %                | 49,93   |
|                                              | Женское население                            | 70 365                                       | Процент женского населения, %                | 50,07   |
| Плотность населения, чел/км²                 | Плотность населения, чел/км²                 | Плотность населения, чел/км²                 | Плотность населения, чел/км²                 | 29,55   |
| Население микрорегиона в % к населению штата | Население микрорегиона в % к населению штата | Население микрорегиона в % к населению штата | Население микрорегиона в % к населению штата | 4,44    |

## Статистика
- Валовой внутренний продукт на 2003 год составляет 624 797 208,00 реалов (данные: Бразильский институт географии и статистики).
- Валовой внутренний продукт на душу населения на 2003 год составляет 4824,19 реалов (данные: Бразильский институт географии и статистики).
- Индекс развития человеческого потенциала на 2000 год составляет 0,653 (данные: Программа развития ООН).

## Состав микрорегиона
В составе микрорегиона включены следующие муниципалитеты:
1. Алту-ду-Родригис
2. Асу
3. Карнаубайс
4. Ипангуасу
5. Итажа
6. Жукуруту
7. Макау
8. Пенденсиас
9. Порту-ду-Манги
10. Сан-Рафаэл